# Municipio de Neligh (condado de Cuming)
El municipio de Neligh (en inglés: Neligh Township) es un municipio ubicado en el condado de Cuming en el estado estadounidense de Nebraska. En el año 2010 tenía una población de 177 habitantes y una densidad poblacional de 1,91 personas por km².

## Geografía
El municipio de Neligh se encuentra ubicado en las coordenadas 41°57′27″N 96°36′26″O / 41.95750, -96.60722. Según la Oficina del Censo de los Estados Unidos, el municipio tiene una superficie total de 92.7 km², de la cual 92,69 km² corresponden a tierra firme y (0,01 %) 0,01 km² es agua.

## Demografía
Según el censo de 2010, había 177 personas residiendo en el municipio de Neligh. La densidad de población era de 1,91 hab./km². De los 177 habitantes, el municipio de Neligh estaba compuesto por el 97,74 % blancos, el 0,56 % eran asiáticos y el 1,69 % eran de una mezcla de razas. Del total de la población el 0 % eran hispanos o latinos de cualquier raza.